# Héréhérétué
Héréhérétué (auch Hereheretue) ist ein Atoll im Pazifischen Ozean, das zu Französisch-Polynesien gehört. Es besteht aus etwa 40 Inselchen (Motus), die eine zentrale Lagune umringen. Héréhérétué ist das nördlichste Atoll der Îles du Duc de Gloucester im Tuamotu-Archipel. Die nächste Nachbarinsel Anuanuraro liegt 150 km entfernt. Administrativ gehört das Atoll zur Gemeinde Hao.
Auf detaillierten Karten kann man mindestens 60 Einzelinseln (Motus) zählen.
Das größte Motu liegt im Südosten, aber die meisten Einwohner leben auf dem westlichsten Motu. Dort befindet sich mit Otetou die einzige, dauerhaft bewohnte Siedlung der Îles du Duc de Gloucester. 
Héréhérétué ist im Guinness-Buch der Rekorde als Name mit den meisten Akzenten eingetragen.